# Cesare Ferro Milone
Cesare Ferro Milone, né le 18 avril 1880 à Turin et mort le 15 mars 1934, parfois connu sous le nom de Cesare Ferro, est un artiste peintre italien.

## Biographie
Cesare est né à Turin dans une famille bourgeoise. Il a d'abord étudié à l'École d'enseignement Technique de Chivasso. Ensuite, de 1894 à 1899, il a étudié à l'Accademia Albertina. Il est encadré à l'Académie par Giacomo Grosso et par Pier Celestino Gilardi.
Il a exposé en 1900 et en 1901 Promotrice à Turin. En 1901 à l'exposition "Feste Estive" de Livourne, il a remporté une médaille d'or pour la peinture Preghiera. Au cours de cette période, il a surtout peint des paysages, avec Felice Carena et Filippo Omegna, il est bien connu également en tant que portraitiste.
Cette année, il a également exposé au concours Pensionato di Roma, avec un Dante e Beatrice. En 1902, il a envoyé une peinture à l'Exposition de l'Art italien à Saint-Pétersbourg. Il expose régulièrement à la Biennale de Venise, dont 1903, 1905, 1910, 1920, 1922 et 1926. En 1904, un portrait de Cesare remporte une médaille d'or au Salon de Paris. Avec la Biennale de 1903 dépose la peinture L'attesa à la Biennale de Venise. Il commence à s'écarter de l'influence de Giacomo Grosso dans ses figures. En 1903, il obtient un poste de professeur à l'Albertina.
En 1904, il remporte une médaille d'or au Salon de Paris, et les a invités à voyager en Thaïlande pour l'aider à décorer le Palais Royal de Bangkok, arrivé quelques années avant Galileo Chini. Les sujets des fresques de Cesare ont été tirés de la mythologie locale. En 1925, il revient pour aider à décorer le palais du Prince Norashing à Bangkok et compléter divers portraits.
De retour à Turin en 1910, il est nommé pour être professeur à l'Albertina. Il est resté à l'académie, et a servi comme président de 1930 à 1933. Il est mort dans un accident de voiture.